# Re di Portogallo (pirofregata)
La Re di Portogallo è stata una pirofregata corazzata della Regia Marina.

## Caratteristiche e costruzione

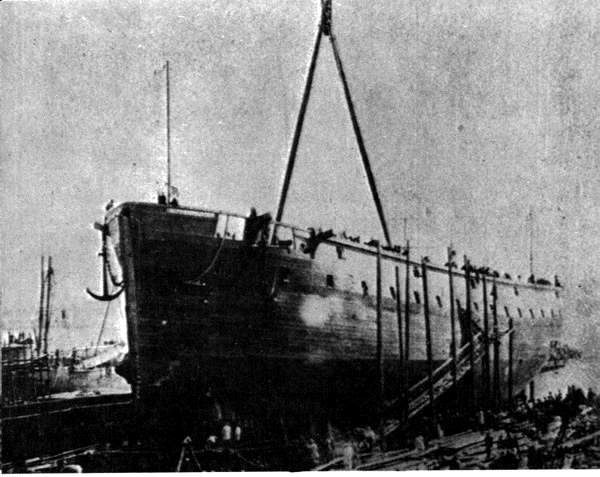
Il varo della Re di Portogallo, il 29 agosto 1863

Ordinata nel 1861 al cantiere statunitense William H. Webb di New York insieme alla capoclasse Re d’Italia (i nomi vennero stabiliti con Regio Decreto del 5 ottobre 1862), la nave faceva parte del programma di potenziamento della flotta italiana avviato da Cavour.
L'unità venne costruita durante la guerra di secessione americana, il varo si svolse nell'agosto del 1863 e la nave venne completata nel marzo 1864.
Il progetto, derivato da quello della pirofregata corazzata francese La Gloire, prevedeva uno scafo in legno rivestito esternamente da piastre corazzate dello spessore di 120 mm, ed un armamento molto potente, composto da 28 cannoni da 160 e 250 mm tutti ad anima rigata. A prua, sotto la linea di galleggiamento, era situato uno sperone in ferro. Oltre alla nave, anche l'apparato motore venne progettato e costruito negli Stati Uniti.
In realtà, tuttavia, le due unità della classe erano afflitte da pesanti difetti, il principale dei quali era costituito dalla corazzatura, che non copriva la totalità dell'opera viva e soprattutto il timone, che era esposto sia al maltempo che ad attacchi nemici (difetti rivelatisi fatali per la Re d'Italia). Gravi problemi riguardavano inoltre l'apparato motore, tanto che in due anni la velocità scese da 12 ad 8 nodi. Ulteriori deficienze erano infine rappresentate dalla poca manovrabilità e dalle scarse qualità di varie strumentazioni interne.

## Storia operativa

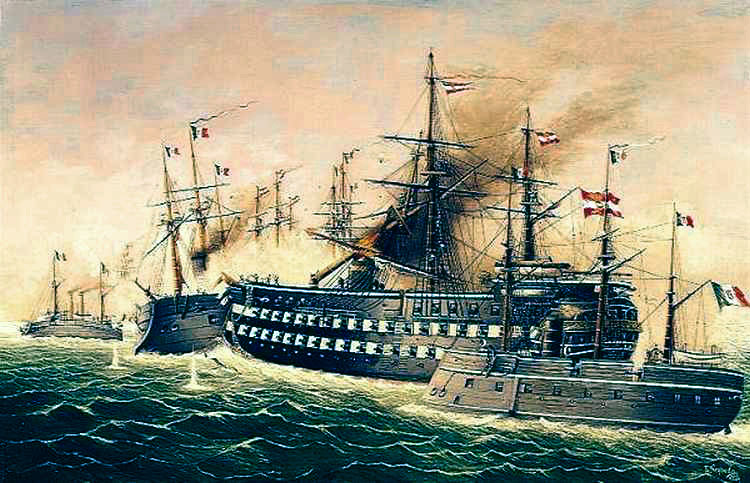
La Kaiser sperona la Re di Portogallo durante la battaglia di Lissa

Dopo il completamento, la Re di Portogallo giunse in Italia dagli Stati Uniti effettuando così una traversata dell'Oceano Atlantico. Nel 1866 assunse il comando della nuova unità il capitano di vascello Augusto Riboty. Nel corso dello stesso anno, con lo scoppio della terza guerra d'indipendenza, la nave venne assegnata alla I Squadra Navale dell'Armata d'Operazioni, destinata all'Adriatico. Nel mattino del 21 giugno 1866 la corazzata, insieme al resto della squadra, salpò da Taranto alla volta di Ancona, dove giunse quattro giorni più tardi, nel pomeriggio del 25 giugno. Nel porto marchigiano le navi fecero rifornimento di carbone, ma sulla Re di Portogallo l'operazione fu ostacolata da incendi scoppiati a bordo a causa della polvere di carbone residua del precedente viaggio dagli Stati Uniti: per estinguere le fiamme occorse vuotare una stiva carbonaia, provocando così lo sbandamento della nave su un fianco. A causa di tale problema, quando, all'alba del 27 giugno, l'avviso a ruote Esploratore avvistò una formazione navale austro-ungarica (6 navi corazzate, 4 cannoniere ad elica e due avvisi a ruote) e l'ammiraglio Carlo Pellion di Persano, comandante dell'armata navale, decise di uscire con tutte le navi in grado di partire (9 unità corazzate) per andare incontro alla squadra avversaria, la Re di Portogallo dovette rimanere in porto (dopo che le due formazioni si furono avvistate a vicenda, il comandante della squadra austro-ungarica, ammiraglio Wilhelm von Tegetthoff, decise di non dare battaglia, e Persano, viste le precarie condizioni delle nove corazzate che aveva potuto far salpare, non lo inseguì). Durante la permanenza ad Ancona la Re di Portogallo completò il proprio armamento imbarcando dodici cannoni da 160 mm, prelevati dalle navi in legno della II Squadra. I due grossi cannoni rigati da 250 mm della nave disponevano di una riserva di appena 12 proiettili.
Dall'8 al 12 luglio la flotta italiana fu in crociera di guerra nell'Adriatico, senza tuttavia incontrare forze navali nemiche.
Nel primo pomeriggio del 16 luglio l'armata salpò da Ancona diretta a Lissa, dove di progettava di sbarcare. La Re di Portogallo, al comando di Riboty (comandante di Divisione), prese il mare in formazione con la pirocorvetta corazzata Terribile, la pirofregata corazzata Regina Maria Pia e la cannoniera corazzata Varese: questo gruppo bombardò i forti situati sulle colline a ponente di Porto San Giorgio sull'isola di Lissa, ove si progettava di sbarcare, mentre l'altra formazione in cui era stata suddivisa la I Squadra aveva il compito di bombardare dal lato opposto le fortificazioni di Porto San Giorgio. Il bombardamento, iniziato tra le 11 e le 11.30 del 18 luglio e protrattosi, con anche il concorso della III Squadra, sino al tramonto, ottenne discreti risultati, mettendo fuori uso forte San Giorgio e le batterie Schmidt e torre Bentick. Il 19 luglio, invece, la I Squadra si mantenne al largo come forza di copertura, mentre la II e III Squadra proseguivano i bombardamenti contro Porto San Giorgio. Nel pomeriggio di quel giorno la Re di Portogallo bombardò con le sue artiglierie la batteria della torre Wellington, a Porto San Giorgio, mentre la pirocorvetta corazzata Formidabile, appoggiata dalle tre unità della III Squadra (Principe di Carignano, Castelfidardo ed Ancona) penetrava nel porto per attaccare la batteria della Madonna.
Alle 7.50 del mattino del 20 luglio, mentre si facevano i preparativi per lo sbarco sull'isola (durante il quale la Re di Portogallo, che al momento si era portata con la I Squadra al largo di Porto San Giorgio, avrebbe avuto l'incarico di bombardare, insieme alla Re d'Italia, alla cannoniera corazzata Palestro ed all'ariete Affondatore, la batteria della Madonna, situata in fondo a Porto San Giorgio), sopraggiunse la squadra navale austroungarica agli ordini dell'ammiraglio Wilhelm von Tegetthoff: ebbe così inizio la battaglia di Lissa, conclusasi con una drammatica sconfitta della flotta italiana. Inizialmente la nave non poté raggiungere il posto ad essa assegnato e dovette essere presa a rimorchio, causa le avarie alle macchine, mentre erano in corso le riparazioni. Come nave di bandiera della III Divisione della I Squadra – che comprendeva anche la Regina Maria Pia, la Varese, la Terribile e la gemella di quest'ultima, la Formidabile, ma che in quel momento era ridotta alle sole Re di Portogallo e Maria Pia, cui poi si aggiunse faticosamente, a battaglia in corso, la Varese – la Re di Portogallo, ultimate le riparazioni, si mise in testa a questa formazione, l'ultima delle tre formate (le altre due erano la III Squadra, in testa, e la II Divisione della I Squadra, al centro) dalla flotta delle corazzate italiane, che si era disposta in linea di fila e dirigeva verso nord/nordest, contro la flotta austro-ungarica. La velocità assunta dalla II Divisione era di 8 nodi, il massimo che si potesse raggiungere, causa la avarie di macchina che affliggevano la Re di Portogallo. Mentre la III Squadra virava verso sinistra, la II Divisione, con sole quattro unità (Re d'Italia, San Martino, Palestro, Affondatore), venne a contatto con la formazione di testa della flotta austro-ungarica, che contava sette corazzate. Poco più tardi anche il gruppo di Riboty entrò nel vivo del combattimento: la Re di Portogallo dapprima aprì il fuoco contro la pirocorvetta austroungarica Erzherzog Friedrich, mettendo a segno un colpo sotto la linea di galleggiamento che aprì una falla e costrinse, per la grande quantità d'acqua imbarcata (più di quanto le pompe non potessero espellere), la nave nemica a ritirarsi in direzione di Lissa, quindi, mentre si metteva all'inseguimento dell'unità danneggiata, avvistò il grosso pirovascello austro-ungarico Kaiser, seriamente danneggiato da una bordata dell’Affondatore, che si stava avvicinando per difendere la pirocorvetta, e manovrò per speronarlo. La nave avversaria reagì contromanovrando e dirigendo la prua contro la Re di Portogallo, cosa che portò le due unità ad urtarsi violentemente prua contro prua. Nella collisione il Kaiser ebbe la peggio, ritrovandosi un incendio a bordo, prua e bompresso distrutti (la polena, una statua lignea che riproduceva il Kaiser Francesco Giuseppe, rimase incastrata nello scafo della Re di Portogallo e divenne un trofeo di guerra), morti e feriti tra l'equipaggio e perdendo, per effetto di una bordata (un colpo da 250 mm e 13 da 160) tirata dalla nave italiana, anche l'albero di trinchetto, che si schiantò sul fumaiolo, ma la corazzata italiana, che manovrava a marcia indietro per poter effettuare un altro speronamento, non poté riprendere l'attacco, causa il fumo che occultò l'unità austroungarica (peraltro sulla Re di Portogallo si ebbe l'impressione che la Kaiser potesse anche essere affondata). La Re di Portogallo e la Maria Pia si unirono quindi alla pirofregata corazzata San Martino, unica unità rinasta della II Divisione, ma vennero poi assalite da un preponderante numero di navi austroungariche: la Re di Portogallo venne circondata da quattro navi – due unità corazzate e due fregate in legno –, ma Riboty riuscì abilmente, come ammesso dagli stessi avversari, a uscirne, pur riportando seri danni nel duro combattimento. Successivamente la Re di Portogallo si unì, con le altre corazzate superstiti (eccetto l’Affondatore), alla III Squadra, il cui comandante, ammiraglio Vacca, aveva assunto temporaneamente il comando e dirigeva a bassa velocità verso la flotta nemica. Ad un certo punto, tuttavia, la Principe di Carignano, nave ammiraglia di Vacca, invertì la rotta ed iniziò ad allontanarsi dal campo di battaglia, imitata da tutte le altre. Sopraggiunse quindi l’Affondatore, con a bordo l'ammiraglio Persano, che diresse verso la flotta austroungarica ed ordinò di attaccare (12.10: «La squadra dia caccia con libertà di manovra»), sottolineando poi che «ogni bastimento che non combatte non è al suo posto»: tuttavia solo la Re di Portogallo (oltre alla pirofregata di legno Principe Umberto) eseguì tale ordine. Vedendo poi che nessuna delle corazzate manovrava come la sua, il comandante Riboty ritenne di aver male inteso gli ordini e tornò ad aggregarsi al gruppo delle corazzate di Vacca. La flotta italiana rimase ad incrociare sul posto sino a sera, quando Persano ordinò infine di rientrare ad Ancona: la battaglia era finita. La Re di Portogallo, tra le navi italiane più impegnate nella battaglia (durante il bombardamento dei forti di Lissa e nel corso della battaglia sparò in tutto circa 500 colpi), fu anche tra quelle che riportarono gravi danni, perdendo le ancore, alcune scialuppe ed avendo 18 metri di corazzatura divelti (la maggior parte di tali danni li riportò nello scontro con il Kaiser). Per la sua condotta durante le operazioni contro Lissa e la battaglia il comandante Riboty ricevette la Medaglia d'oro al valor militare.
Successivamente a Lissa la Re di Portogallo venne riparata e rimessa in efficienza, ma non partecipò più ad operazioni di rilievo. Tra il 19 ed il 21 settembre 1866 l'equipaggio della nave partecipò alla repressione della rivolta scoppiata a Palermo in quel mese, in seguito alla quale due dei membri dell'equipaggio, il capitano di corvetta Eugenio Grandville, rimasto gravemente ferito ad un braccio, ed il comandante in seconda capitano di fregata Emerich Ruggero Acton, che guidò i marinai alla conquista di diverse barricate, vennero decorati con la Medaglia d'oro al valor militare.
La corazzata non ebbe una vita operativa particolarmente lunga: il 31 marzo 1875, dopo appena undici anni di servizio, venne radiata e venduta per demolizione.
La bandiera della Re di Portogallo è conservata al Sacrario delle bandiere del Vittoriano.